# Veleta (canción)
Veleta es una canción y el sencillo principal del noveno álbum de estudio de la actriz y cantante mexicana Lucero titulado del mismo nombre de la artista. El tema fue escrito y producida por Rafael Pérez Botija. Fue publicada oficialmente por el sello discográfico Melody Discos a finales del mes de mayo del año 1993.En 2006 la canción fue relanzada para el álbum Quiéreme tal como soy.

## Antecedentes
La canción rápidamente sorprendió las listas de popularidad colocándose en el primer lugar por varias semanas en radios y estaciones locales del país.
Ha estado en varios discos de grandes éxitos y versiones de sus canciones mas recopilatorios y otros álbumes en vivo de la propia cantante.

## Lista de canciones

### CD - Promo
| Veleta — Single |          |          |  |
| N.º             | Título   | Duración |  |
| 1.              | «Veleta» | 4:24     |  |

## Posiciones en las listas
| Listas                                    | Posición |
| ----------------------------------------- | -------- |
| Estados Unidos Billboard Hot Latin Tracks | 52       |
| Mexico (Top 100)[cita requerida]          | 1        |